# Liste der Monuments historiques in La Chapelle-Gauthier (Seine-et-Marne)
Die Liste der Monuments historiques in La Chapelle-Gauthier (Seine-et-Marne) führt die Monuments historiques in der französischen Gemeinde La Chapelle-Gauthier auf.

## Liste der Bauwerke
| Bezeichnung      | Beschreibung | Standort                                | Kennzeichnung | Schutzstatus | Datum | Bild |
| ---------------- | ------------ | --------------------------------------- | ------------- | ------------ | ----- | ---- |
| Schloss          |              | Boulevard Danger Rue du Pressoir (Lage) | PA00086862    | Classé       | 1990  |      |
| Kirche St-Martin |              | (Lage)                                  | PA00086863    | Inscrit      | 1931  |      |

## Liste der Objekte
Zum Verständnis siehe: Kirchenausstattung
- Monuments historiques (Objekte) in La Chapelle-Gauthier (Seine-et-Marne) in der Base Palissy des französischen Kultusministeriums